# Beleg
Beleg là một thị trấn thuộc hạt Somogy, Hungary. Thị trấn này có diện tích 17,99 km², dân số năm 2010 là 628 người, mật độ 35 người/km².